# Mural La Florida
El Mural La Florida es un mural de 2.600 metros cuadrados pintado por la ONG Nodo Ciudadano, por mandato de la Municipalidad de La Florida. La obra está ubicada en el paso bajo nivel de Avenida Walker Martínez esquina Avenida La Florida y es el mayor mural realizado en Chile, superando al Museo a Cielo Abierto en San Miguel.
La obra refleja la historia de la comuna, incluyendo construcciones como la Hidroeléctrica La Florida construida en 1910 por el ingeniero Luis Aguirre, el Carillón y el Teatro Municipal. Adicionalmente, también se realizará un "hidrolavado, blanqueamiento con sellante de cal, pintado para el fondo y, además, la aplicación de una capa transparente, con el objetivo de que los colores duren y no se deterioren con el aire, la lluvia y la contaminación".